# Czarnogóra na Mistrzostwach Świata w Lekkoatletyce 2022
Czarnogóra na Mistrzostwach Świata w Lekkoatletyce 2022 – reprezentacja Czarnogóry podczas mistrzostw świata w Eugene liczyła 1 zawodnika występującego w 1 konkurencji.

## Skład reprezentacji

### Kobiety
| Zawodniczka    | Konkurencja | Kwalifikacje | Kwalifikacje | Finał | Finał   | Źródło |
| Zawodniczka    | Konkurencja | Wynik        | Pozycja      | Wynik | Pozycja | Źródło |
| -------------- | ----------- | ------------ | ------------ | ----- | ------- | ------ |
| Marija Vuković | skok wzwyż  | 1,90         | 14.          | NQ    | NQ      | [ 1 ]  |